# Полицоакис, Йоти
Панайотис (Йоти) Полицоакис (нем. Panagiotis «Joti» Polizoakis; род. 9 июня 1995, Битигхайм-Биссинген, Баден-Вюртемберг) — немецкий фигурист, выступавший в танцах на льду. В паре с Кавитой Лоренц был трёхкратным чемпионом Германии (2016—2018) и участником Олимпийских игр (2018).

## Карьера
Йоти Полицоакис родился в июне 1995 году в земле Баден-Вюртемберг. Изначально фигурным катанием начал заниматься как одиночник. В первенстве Германии среди юниоров в 2012 году впервые выиграл медаль (бронзовую). На следующий год он уже выступал в юниорских этапах Гран-при и впервые стал победителем первенства Германии среди юниоров.
В декабре 2014 года на чемпионате Германии в Штутгарте Полицоакис дебютировал на национальном чемпионате и занял место в середине турнирной таблицы. Весной 2015 года Полицоакис принял решение перейти в танцы. В это время немецкая танцовщица Кавита Лоренц занималась поиском партнёра, и они приняли решение выступать в паре.
Дебют пары состоялся в сентябре 2015 года на турнире Небельхорн, где фигуристы очень удачно выступили и заняли четвёртое место. Далее последовал Мемориал Непелы, где танцоры сумели занять пятое место; при этом они квалифицировались на континентальные и мировые чемпионаты. В конце ноября пара занималась подготовкой к национальному чемпионату и выступала на Кубке Варшавы, где финишировала в середине турнирной таблице. В декабре 2015 года на национальном чемпионате в Эссене фигуристы в упорной борьбе (после короткой программы они занимали второе место) стали первыми. Немецкие танцоры в Словакии дебютировали на континентальном чемпионате в январе 2016 года, где финишировали в середине второй двадцатке. В марте прошёл их дебют на мировом чемпионате в Бостоне, где фигуристы смогли пройти в число финалистов.
После этого фигуристы приняли решение больше не выступать вместе. Однако долгие уговоры тренеров и функционеров немецкой федерации сумели убедить танцоров сохранить пару. Сезон пара начала вновь на турнире Небельхорн, где спортсмены финишировали пятыми. В конце сентября на Мемориале Непелы фигуристы выступили очень неплохо, улучшили все свои прежние достижения и заняли пятое место. Далее они занимали вторые места на турнирах в Риге и Дортмунде. В начале декабря пара выступала на турнире Золотой конёк Загреба, где фигуристы финишировали на четвёртом месте и улучшили свои прежние достижения в сумме и произвольном танце. На национальном чемпионате в декабре пара уверенно вновь стала чемпионами. В конце января немецкие спортсмены выступали в Остраве на европейском чемпионате, где они повторили прошлогоднее достижения заняли соответственно четырнадцатое место чемпионата. В середине февраля немецкая пара выступила в Оберсдорфе на Кубке Баварии, где они заняли третье место. В конце марта немецкие фигуристы выступали на мировом чемпионате в Хельсинки, где выступили не совсем неудачно, не сумели квалифицироваться на следующие Олимпийские игры, но прошли в произвольную программу.

## Олимпийский сезон
В конце сентября немецкие фигуристы начали олимпийский сезон они приняли участие дома в Оберсдорфе, где на квалификационном турнире Небельхорн, финишировали на третьем месте и сумели завоевать для своей страны путёвку на зимние Олимпийские игры. Через месяц они дебютировали в серии Гран-при на канадском этапе где выступили не совсем неудачно, финишировали в конце турнирной таблицы. В конце ноября спортсмены приняли участие в турнире в столице Эстонии, где финишировали в середине первой десятке. Вскоре последовало выступление на Золотом коньке Загреба, которое было совсем неудачном. Пара финишировала в конце десятки. Через две недели на национальном чемпионате во Франкфурт-на-Майне танцоры уверенно в третий раз стали чемпионами страны. Через месяц немецкие фигуристы поехали в Москву на европейский чемпионат, однако здесь они, по состоянию здоровья, снялись с соревнований в последний момент. В начале февраля ещё до открытия Олимпийских игр в Южной Корее пара начала соревнования в командном турнире. Немцы в Канныне финишировали в конце турнирной таблицы. В дальнейшем сборная Германии не вышла в финальную часть. В середине февраля на личном турнире Олимпийских игр немецкие танцоры выступили не совсем удачно, они сумели финишировать только в середине второй десятки. Ещё через месяц они выступали в Милане на мировом чемпионате, где финишировали в середине второй десятки. Также немецким спортсменам удалось улучшить своё прошлое достижение в сумме.

## Спортивные достижения

### В танцах на льду
(с К. Лоренц)
| Соревнования              | 15/16         | 16/17         | 17/18         |
| Международные             | Международные | Международные | Международные |
| ------------------------- | ------------- | ------------- | ------------- |
| Олимпиада — танцы на льду |               |               | 16            |
| Олимпиада — команда       |               |               | 7             |
| Чемпионат мира            | 17            | 19            | 16            |
| Чемпионат Европы          | 14            | 14            |               |
| Гран-при Канады           |               |               | 8             |
| Tallinn Trophy            |               |               | 5             |
| Золотой конёк Загреба     |               | 4             | 9             |
| Nebelhorn Trophy          | 4             | 5             | 3             |
| Мемориал Ондрея Непелы    | 5             | 5             |               |
| Warsaw Cup                | 5             |               |               |
| Bavarian Open             |               | 3             |               |
| NRW Trophy                |               | 2             |               |
| Volvo Open Cup            |               | 2             |               |
| Open d'Andorra            | 1             |               |               |
| Национальные              |               |               |               |
| Чемпионат Германии        | 1             | 1             | 1             |

### В одиночном катании
| Соревнования                | 08/09         | 09/10         | 10/11         | 11/12         | 12/13         | 13/14         | 14/15         |
| Международные               | Международные | Международные | Международные | Международные | Международные | Международные | Международные |
| --------------------------- | ------------- | ------------- | ------------- | ------------- | ------------- | ------------- | ------------- |
| Золотой конёк Загреба       |               |               |               |               |               |               | 18            |
| Warsaw Cup                  |               |               |               |               |               |               | 8             |
| Challenge Cup               |               |               |               |               |               |               | 10            |
| NRW Trophy                  |               |               |               |               |               |               | 14            |
| Международные среди юниоров |               |               |               |               |               |               |               |
| Гран-при Чехии              |               |               |               |               |               | 6             |               |
| Гран-при Польши             |               |               |               |               |               | 12            |               |
| Гран-при Франции            |               |               |               |               | 11            |               |               |
| Гран-при Хорватии           |               |               |               |               | 14            |               |               |
| NRW Trophy                  |               |               |               | 7             |               | 8             |               |
| Challenge Cup               |               |               |               |               |               | 3             |               |
| Coupe du Printemps          |               |               |               |               |               | 2             |               |
| Bavarian Open               |               |               |               |               | 3             | 8             |               |
| Warsaw Cup                  |               |               |               |               | 1             |               |               |
| Merano Cup                  |               |               |               | 2             |               |               |               |
| Национальные                |               |               |               |               |               |               |               |
| Чемпионат Германии          |               |               |               |               |               |               | 6             |
| Первенство Германии         | 13            | 6             | 4             | 3             | 1             | 1             |               |